# Надашди, Ференц (II)
Ференц II Надашди, граф де Надашд и Фогарасфельд (венг. Nádasdy II. Ferenc, Nadashd és Fogarasfeld gróf) (6 октября 1555 – 4 января 1604) — венгерский аристократ из рода Надашди, супруг Эржебет Батори), наиболее известной, как «Кровавая графиня».

## Биография
Ференц был сыном Тамаша Надашди и его жены Оршойе Канижай. В возрасте 7 лет после смерти отца унаследовал его титулы; он продолжил своё образование под руководством матери, которая хотела дать сыну, образование достойное дворянина. 
8 мая 1575 года 19-летний Ференц сочетался браком с 14-летней Эржебет Батори, дочерью Дьёрдя Батори и Анны Батори. Свадьба прошла в замке Варанно на территории современного Вранова (Словакия). На свадьбе присутствовало более 4500 гостей. Его супруга была образованной женщиной, она знала латынь, немецкий и греческий языки. После свадьбы молодожёны переехали в Чахтицкий замок, расположенный на территории современной Словакии. У супругов было 6 детей:
- Анна (венг. Anna) (ок. 1585 — после 1609), была замужем за Миклошем VI Зриньи;
- Каталин (венг. Katalin) (р. ок. 1594), была замужем за Дьёрдем Другетом;
- Пал (венг. Pál) (1593/1597—1633/1650);
- Андраш (венг. András) (1598—1603);
- Миклош (венг. Miklós), был женат на Жужанне Зриньи; Миклош, возможно, был не сыном, а двоюродным братом Эржебет[2];
- Оршоя (венг. Orsolya)[2].

Ференц был известен как «Черный бей» из-за своей военной доблести. В тот период центрально-южная часть христианской Венгрии находилась под османской оккупацией. Он был участником османо–венгерских войн, участвовал во взятии Эстергома, Вайцена, Вишеграда, Секешфехервара и Дьера. Все эти города и крепости были отвоёваны у Османской империи. Во время своего длительного периода военной службы граф Надашди был известен большим мужеством в бою, а также крайней жестокостью по отношению к османским пленным.
4 января 1604 года Ференц скончался от загадочной и внезапной болезни во время битвы. После смерти Надашди богатство и собственность унаследовала его вдова Эржебет Батори.